# 리시놀레산
리시놀레산(영어: ricinoleic acid)은 공식적으로 12-하이드록시-9-시스-옥타데센산(영어: 12-hydroxy-9-cis-octadecenoic acid)으로 불리는 지방산이다. 리시놀레산은 불포화 ω-9 지방산이자 하이드록시산이다. 리시놀레산은 피마자(Ricinus communis L., 대극과) 종자에서 얻은 종자유의 주성분이며 맥각균(Claviceps purpurea Tul., 맥각균과)의 균핵에서도 발견된다. 피마자유에 함유된 지방산 함량의 약 90%는 리시놀레산으로부터 형성된 트라이글리세라이드이다.

## 같이 보기
- 피마자
- 맥각균